# 11768 Merrill
A 11768 Merrill (ideiglenes jelöléssel 4107 T-1) a Naprendszer kisbolygóövében található aszteroida. Cornelis Johannes van Houten,  Ingrid van Houten-Groeneveld és Tom Gehrels fedezte fel 1971. március 26-án.